# Prezydenci Wenezueli

## Chronologiczna lista prezydentów Wenezueli

### Państwo Wenezuela (1830–1864)
| #  | Portret | Imię i nazwisko | Imię i nazwisko                    | Początek kadencji | Koniec           | Partia polityczna    |
| -- | ------- | --------------- | ---------------------------------- | ----------------- | ---------------- | -------------------- |
| 1  |         |                 | José Antonio Páez (1790–1873)      | 13 stycznia 1830  | 20 stycznia 1835 | Partia Konserwatywna |
| 2  |         |                 | Andrés Navarte (1781–1853)         | 20 stycznia 1835  | 9 lutego 1835    | Partia Konserwatywna |
| 3  |         |                 | José María Vargas (1786–1854)      | 9 lutego 1835     | 9 lipca 1835     | Partia Konserwatywna |
| 4  |         |                 | José María Carreño (1792–1849)     | 27 lipca 1835     | 20 sierpnia 1835 | Partia Konserwatywna |
| 5  |         |                 | José María Vargas (1786–1854)      | 20 sierpnia 1835  | 24 kwietnia 1836 | Partia Konserwatywna |
| 6  |         |                 | Andrés Navarte (1781–1853)         | 24 kwietnia 1836  | 20 stycznia 1837 | Partia Konserwatywna |
| 7  |         |                 | José María Carreño (1792–1849)     | 27 stycznia 1837  | 11 marca 1837    | Partia Konserwatywna |
| 8  |         |                 | Carlos Soublette (1789–1870)       | 11 marca 1837     | 1 lutego 1839    | Partia Konserwatywna |
| 9  |         |                 | José Antonio Páez (1790–1873)      | 1 lutego 1839     | 28 stycznia 1843 | Partia Konserwatywna |
| 10 |         |                 | Carlos Soublette (1789–1870)       | 28 stycznia 1843  | 20 stycznia 1847 | Partia Konserwatywna |
| 11 |         |                 | José Tadeo Monagas (1784–1868)     | 20 stycznia 1847  | 5 lutego 1851    | Partia Konserwatywna |
| 12 |         |                 | José Gregorio Monagas (1795–1858)  | 5 lutego 1851     | 20 stycznia 1855 | Partia Liberalna     |
| 13 |         |                 | José Tadeo Monagas (1784–1868)     | 20 stycznia 1855  | 15 marca 1858    | Partia Liberalna     |
| 14 |         |                 | Pedro Gual (1783–1862)             | 15 marca 1858     | 18 marca 1858    | Partia Liberalna     |
| 15 |         |                 | Julián Castro (1810–1875)          | 18 marca 1858     | 2 sierpnia 1859  | wojskowy             |
| 16 |         |                 | Pedro Gual (1783–1862)             | 2 sierpnia 1859   | 29 września 1859 | bezpartyjny          |
| 17 |         |                 | Manuel Felipe de Tovar (1803–1866) | 29 września 1859  | 20 maja 1861     | Partia Liberalna     |
| 18 |         |                 | Pedro Gual (1783–1862)             | 20 maja 1861      | 29 sierpnia 1861 | Partia Liberalna     |
| 19 |         |                 | José Antonio Páez (1790–1873)      | 29 sierpnia 1861  | 15 czerwca 1863  | wojskowy             |
| 20 |         |                 | Juan Crisóstomo Falcón (1820–1870) | 15 czerwca 1863   | 25 kwietnia 1868 | wojskowy             |

### Stany Zjednoczone Wenezueli (1864–1953)
| #  | Portret | Imię i nazwisko | Imię i nazwisko                            | Początek kadencji    | Koniec               | Partia polityczna                |
| -- | ------- | --------------- | ------------------------------------------ | -------------------- | -------------------- | -------------------------------- |
| 20 |         |                 | Juan Crisóstomo Falcón (1820–1870)         | 15 czerwca 1863      | 25 kwietnia 1868     | wojskowy                         |
| 21 |         |                 | Manuel Ezequiel Bruzual (1832–1868)        | 25 kwietnia 1868     | 28 czerwca 1868      | bezpartyjny                      |
| 22 |         |                 | Guillermo Tell Villegas (1823–1907)        | 28 czerwca 1868      | 20 lutego 1869       | Partia Liberalna                 |
| 23 |         |                 | José Ruperto Monagas (1831–1880)           | 20 lutego 1869       | 16 kwietnia 1870     | Wojskowy                         |
| 24 |         |                 | Guillermo Tell Villegas (1823–1907)        | 16 kwietnia 1870     | 27 kwietnia 1870     | Partia Liberalna                 |
| 25 |         |                 | Antonio Guzmán Blanco (1829–1899)          | 27 kwietnia 1870     | 27 lutego 1877       | Partia Liberalna                 |
| 26 |         |                 | Francisco Linares Alcántara (1825–1878)    | 27 lutego 1877       | 30 listopada 1878    | Partia Liberalna                 |
| 27 |         |                 | José Gregorio Valera                       | 30 listopada 1878    | 26 lutego 1879       | Partia Liberalna                 |
| 28 |         |                 | Antonio Guzmán Blanco (1829–1899)          | 26 lutego 1879       | 26 kwietnia 1884     | Partia Liberalna                 |
| 29 |         |                 | Joaquín Crespo (1830–1898)                 | 26 kwietnia 1884     | 15 września 1886     | Partia Liberalna                 |
| 30 |         |                 | Antonio Guzmán Blanco (1829–1899)          | 15 września 1886     | 8 sierpnia 1887      | Partia Liberalna                 |
| 31 |         |                 | Hermógenes López (1830-1898)               | 8 sierpnia 1887      | 2 lipca 1888         | bezpartyjny                      |
| 32 |         |                 | Juan Pablo Rojas Paúl (1826–1905)          | 2 lipca 1888         | 19 marca 1890        | Partia Liberalna                 |
| 33 |         |                 | Raimundo Andueza Palacio (1846–1900)       | 19 marca 1890        | 17 czerwca 1892      | Partia Konserwatywna             |
| 34 |         |                 | Guillermo Tell Villegas (1823–1907)        | 17 czerwca 1892      | 31 sierpnia 1892     | Partia Liberalna                 |
| 35 |         |                 | Guillermo Tell Villegas Pulido (1854–1949) | 31 sierpnia 1892     | 7 października 1892  | Partia Liberalna                 |
| 36 |         |                 | Joaquín Crespo (1841–1898)                 | 7 października 1892  | 28 lutego 1898       | wojskowy                         |
| 37 |         |                 | Ignacio Andrade (1839–1925)                | 28 lutego 1898       | 20 października 1899 | Partia Liberalna                 |
| 38 |         |                 | Cipriano Castro (1858–1924)                | 20 października 1899 | 19 grudnia 1908      | wojskowy                         |
| 39 |         |                 | Juan Vicente Gómez (1857–1935)             | 19 grudnia 1908      | 5 sierpnia 1913      | wojskowy                         |
| 40 |         |                 | José Gil Fortoul (1861–1943)               | 5 sierpnia 1913      | 19 kwietnia 1914     | bezpartyjny                      |
| 41 |         |                 | Victorino Márquez Bustillos (1858–1922)    | 19 kwietnia 1914     | 24 czerwca 1922      | bezpartyjny                      |
| 42 |         |                 | Juan Vicente Gómez (1857–1935)             | 24 czerwca 1922      | 30 maja 1929         | wojskowy                         |
| 43 |         |                 | Juan Bautista Pérez (1869–1952)            | 30 maja 1929         | 13 czerwca 1931      | bezpartyjny                      |
| 44 |         |                 | Juan Vicente Gómez (1857–1935)             | 13 czerwca 1931      | 17 grudnia 1935      | wojskowy                         |
| 45 |         |                 | Eleazar López Contreras (1883–1973)        | 18 grudnia 1935      | 5 maja 1941          | bezpartyjny                      |
| 46 |         |                 | Isaías Medina Angarita (1897–1953)         | 5 maja 1941          | 18 października 1945 | Wenezuelska Partia Demokratyczna |
| 47 |         |                 | Rómulo Betancourt (1908–1981)              | 18 października 1945 | 17 lutego 1948       | Akcja Demokratyczna              |
| 48 |         |                 | Rómulo Gallegos (1884–1969)                | 17 lutego 1948       | 24 listopada 1948    | Akcja Demokratyczna              |
| 49 |         |                 | Carlos Delgado Chalbaud (1909–1950)        | 24 listopada 1948    | 30 listopada 1950    | wojskowy                         |
| 50 |         |                 | Germán Suárez Flamerich (1907–1990)        | 30 listopada 1950    | 2 grudnia 1952       | bezpartyjny                      |

### Republika Wenezueli (1953–1999)
| #  | Portret | Imię i nazwisko | Imię i nazwisko                  | Początek kadencji | Koniec            | Partia polityczna     |
| -- | ------- | --------------- | -------------------------------- | ----------------- | ----------------- | --------------------- |
| 51 |         |                 | Marcos Pérez Jiménez (1914–2001) | 2 grudnia 1952    | 23 stycznia 1958  | wojskowy              |
| 52 |         |                 | Wolfgang Larrazábal (1911–2003)  | 23 stycznia 1958  | 14 listopada 1958 | bezpartyjny           |
| 53 |         |                 | Edgar Sanabria (1911–1989)       | 14 listopada 1958 | 13 lutego 1959    | bezpartyjny           |
| 54 |         |                 | Rómulo Betancourt (1908–1981)    | 13 lutego 1959    | 13 marca 1964     | Akcja Demokratyczna   |
| 55 |         |                 | Raúl Leoni (1905–1972)           | 13 marca 1964     | 11 marca 1969     | Akcja Demokratyczna   |
| 56 |         |                 | Rafael Caldera (1916–2009)       | 11 marca 1969     | 12 marca 1974     | Copei                 |
| 57 |         |                 | Carlos Andrés Pérez (1922–2010)  | 12 marca 1974     | 12 marca 1979     | Akcja Demokratyczna   |
| 58 |         |                 | Luis Herrera Campins (1925–2007) | 12 marca 1979     | 2 lutego 1984     | Copei                 |
| 59 |         |                 | Jaime Lusinchi (1924–2014)       | 2 lutego 1984     | 2 lutego 1989     | Akcja Demokratyczna   |
| 60 |         |                 | Carlos Andrés Pérez (1922–2010)  | 2 lutego 1989     | 21 maja 1993      | Akcja Demokratyczna   |
| 61 |         |                 | Ramón José Velásquez (1916–2014) | 5 czerwca 1993    | 2 lutego 1994     | Akcja Demokratyczna   |
| 62 |         |                 | Rafael Caldera (1916–2009)       | 2 lutego 1994     | 2 lutego 1999     | Konwergencja Narodowa |

### Boliwariańska Republika Wenezueli (1999–)
| #  | Portret | Imię i nazwisko | Imię i nazwisko                          | Początek kadencji | Koniec          | Partia polityczna                                                   |
| -- | ------- | --------------- | ---------------------------------------- | ----------------- | --------------- | ------------------------------------------------------------------- |
| 63 |         |                 | Hugo Chávez (1954–2013)                  | 2 lutego 1999     | 5 marca 2013    | Ruch Piątej Republiki / Zjednoczona Partia Socjalistyczna Wenezueli |
| 64 |         |                 | Nicolás Maduro (1962–)                   | 5 marca 2013      | nadal urzęduje  | Zjednoczona Partia Socjalistyczna Wenezueli                         |
| –  |         |                 | Juan Guaidó (pełniący obowiązki) (1983–) | 23 stycznia 2019  | 5 stycznia 2023 | Wola Ludowa                                                         |